# Comuna Gladsaxe
Gladsaxe (Gladsaxe Kommune) este o comună din regiunea Hovedstaden, Danemarca, cu o suprafață totală de 24,94 km² și o populație de 69.258 de locuitori (2022).